# Micrambe lindbergorum
Micrambe lindbergorum är en skalbaggsart som först beskrevs av Bruce 1934.  Micrambe lindbergorum ingår i släktet Micrambe, och familjen fuktbaggar. Arten har ej påträffats i Sverige.